# Leesdorf (zámek)

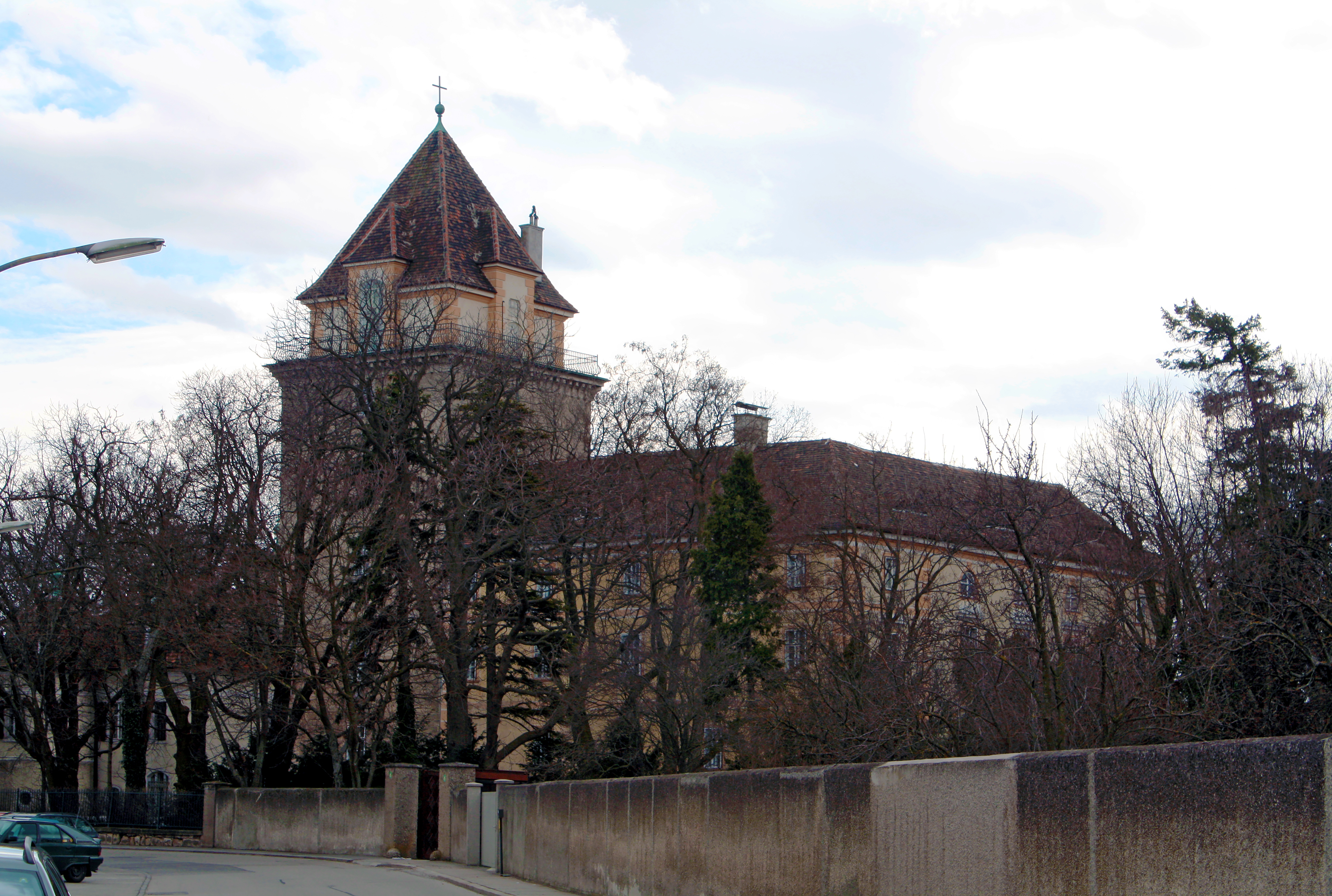
Zámek Leesdorf

Zámek Leesdorf je zámek (stavba) v Badenu (Dolní Rakousy), kde dnes sídlí HTL-Malířská škola.

## Poloha a budova
Zámek Leesdorf stojí v dřívější obci Leesdorf, od roku 1850 připojené k Badenu, jež dříve patřila pod panství Leesdorf.
Zámek leží mezi vodními toky řeky Schwechat a Mühlbach Je obehnán hradbami. Přistoupit k němu je možné přes železnou bránu po kamenném mostu až k dvoupodlažní věži. Pod barokním oválovým portálem je možné vejít do obdélníkového nádvoří.

## Zámek
Předchozí vodní hrad byl poprvé zmíněn, současně s Hugem von Leuisdorfem, v roce 1114. Ministerský Hugo byl naposledy uváděn v roce 1378. Leesdorf přešel již roku 1312 na Sigmunda Kastnera, od kterého majetek koupil bratranec Erhart von Leutfaringer.
Také rod Wallseerů vlastnil majetek, jež poté přešel na Stephana von Zelkinga. Po něm byl vlastníkem Leesdorfu zemský kníže. V roce 1617 Hans Friedrich von Kielmannsegg prodal majetek klášteru v Melku. V následné době druhého tureckého obléhání Vídně kolem roku 1683 zámek utrpěl velké škody.
Za opata Bertholda Diethmayra na počátku 18. století byla románská stavba přestavěna na barokní zámek. Existuje domněnka, že architektem mohl být Jakob Prandtauer (1660-1726). Během doby osmiúhlá schodišťová věž u kaple, jako i spojovací stavby, zchátraly, proto byla vybudována kaple jako křídlo domu, jež byla s hlavní budovou propojena příčným křídlem. V tomto spojovacím křídlem se nachází společenský sál s nástropní malbou, na níž je zobrazen bůh Chronos, symbolizující čtyři roční období. Na šesti plátnech jsou vyobrazeni různí vévodové z Babenberků.
Ještě v době vlastnictví kláštera byl stav zámku dobrý, ale 31. ledna 1851 bylo rozhodnuto o jeho prodeji. Majetek získal advokát Dr. Stanislaus Neumister se svou ženou Annou. 1. května 1852 zámek a 5 jiter pozemků přešlo do jejich vlastnictví. Nechali pak "bahnitý hradební příkop bývalého vodního hradu odbahnit, budovu izolovat proti vlhkosti a částečně vysázet stromy", starý dřevěný most nahradili kamenným a čtyři rohové věže zvýšili až do výše obvodových zdí: "Zámek byl vysokým nákladem přestavěn na lázeňský hotel, obklopený parkem". Mezi vznešenými lázeňskými hosty byli Maria Pia von Savoyen, manželka krále Ludvíka I. Portugalskeho (1869), císař František Josef I. (1830—1916), a kníže Nikola I. Petrović-Njegoš (1841-1921) (1870).
Výsledek hospodaření provozu lázeňského hotelu se Neumisterovi zdál příliš nízký. Proto ho 6. května 1870 prodal vídeňskému obchodníkovi s nábytkem Andreasi Pöhnlovi a jeho paní Evě.
Další majitel Egger byl muž s vkusem, sběratel hlavně starých zbraní, porcelánu atd. Od roku 1885 byl zámek velkoryse restaurován, fresky společenského sálu obnovené a pod architektem „Humbertem Walcherem, rytířem z Moltheimu“ přizpůsoben tehdejšímu vkusu. Během doby byla dřevěná nástavba hradní věže znovu nahrazena. Poslední přestavby následovaly ještě v letech 1907 až 1908, kdy bylo přestavěno východní křídlo, a v roce 1920, kdy bylo vybudováno schodiště.
Dne 15. června 1889 Egger prodal zámek Karlu a Anežce Blei, kteří zřejmě byli jen zprostředkovateli ve prospěch Oskara Hüffela, vedoucího úředníka železniční společnosti. Hüffel vlastnil zámek deset roků a 20. května 1897 ho prodal Dr. Robertu, baronu z Bachu. 15. října 1907 získali zámek Heinrich a Paula Baltazzi.
Heinrich („Henry") Baltazzi skončil s manželkou Paulou, hraběnkou Scharschmid z Adlertreu, restaurování v roce 1907. V roce 1908 tak již byl palác opět útulný. 
Baltazzi zemřel 2. února 1929 a vdova Paula prodala zámek 2. ledna 1934 sestrám třetího řádu svatého Františka z Assisi, které byly ve Vídni a Dolních Rakousích všeobecně označovány jako "Hartmannovy sestry".
V roce 1938 úřady nacistického státu zámek pronajaly městu a 12. září 1940 došlo ke konfiskaci. Obec, resp. NSDAP, palác využila k ubytování uprchlíků z Československa, jako internát pro těžko vychovatelná děvčata a studenty, k ubytování utečenců z Besarábie a od dubna 1942 jako záložní lazaret Německého Wehrmachtu.
V roce 1945 byl zámek vypleněn a sloužil k ubytování vojáků Rudé armády. Od 20. ledna 1948 byla nemovitost Hartmannovým sestrám vrácena a ty ji poskytly cechu malířů a natěračů, jež je dále pronajal zřízené mistrovské škole.

## HTL Baden - Mistrovská škola
V roce 1948 byl zámek pronajat vídeňskému společenství malířů. Cech tu založil mistrovskou školu pro malířské řemeslo. V roce 1971 byla se společenstvím malířů, natěračů a lakýrníků uzavřena nájemní smlouva.
Dnes je zámek domovem Vyššího technického učiliště HTL s průmyslovou školou.